# 삼민주의

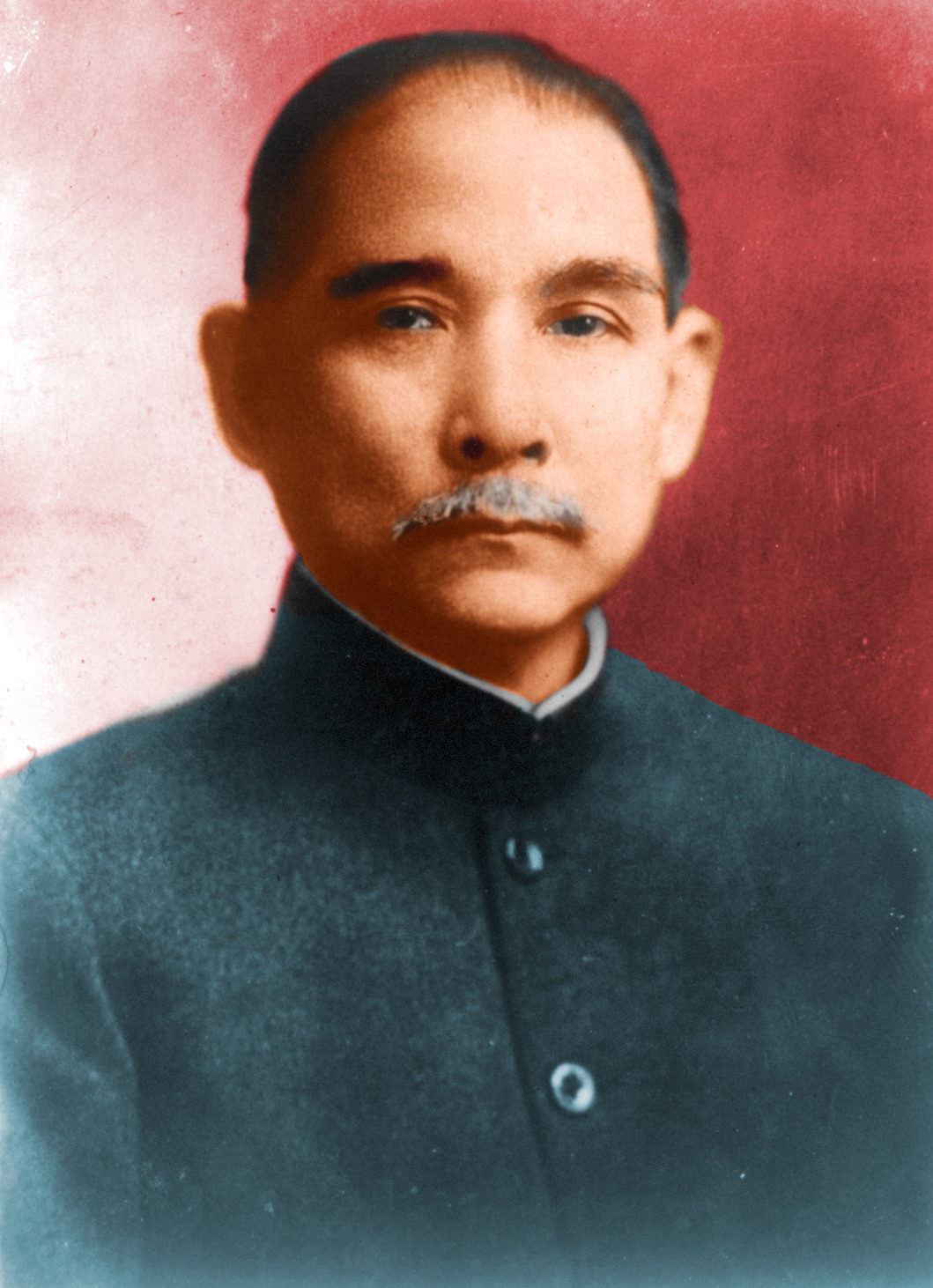

삼민주의(중국어 정체자: 三民主義 산민주이[*])는 쑨원이 발표한 초기 중화민국 정치 강령으로, 민족주의(民族主義), 민권주의(民權主義), 민생주의(民生主義)를 뜻한다. 삼민주의는 건국 초기부터 현대에 이르기까지 중화민국 정치 사상이다.

## 노력
- 1905년, 쑨원(1866년-1925년)은 중국동맹회가 창성되었을 때, 동맹회의 민보(民報) 발간사를 통해서 "驅除韃虜(만주족 축출), 恢復中華(중화 회복), 創立民國(민국 창립), 平均地權(토지 소유의 균등)"을 동맹회의 강령으로 채택한 바 있다.
- 1906년 무렵, 이 네 가지 내용을 삼민주의로 정리하여 발표하였다.
- 쑨원은 삼민주의를 수정하고 발전시겼고, 이의 설파에 노력하였다.
- 1924년 1월부터 8월까지 16회에 걸쳐서 삼민주의의 강연을 한 바 있고, 쑨원이 1925년 병사함에 따라 민생주의의 부분이 미완의 전개로 끝났지만, 그의 강연 내용은 "삼민주의"에 정리되어서 출판되었다.

## 변화
- 최초에 발표된 삼민주의와 쑨원 사망 전의 삼민주의, 중화민국과 중화인민공화국이 각자 계승한 삼민주의에는 모두 특색이 있다. 변화되는 삼민주의에는 당시의 시대상과 각 파벌 노선이 반영된다.
  - 1905년 초기의 삼민주의는 "驅除韃虜(만주족 축출), 恢復中華(중화 회복), 創立民國(공화국 창립), 平均地權(토지 소유의 균등)"을 주장한다.
  - 1919년 5.4 운동 무렵에는 반군벌, 반제국주의적 주장이 삼민주의의 민권주의 사상에 포함되었다.
  - 1924년 중국 국민당 전국 대표 대회의 경우에는 친소, 용공, 공농 지원의 내용을 지원하였다.
    - 원래의 삼민주의와 구별하기 위하여, (특히 공산 계열에서) 신삼민주의라고도 한다.

  - 쑨원의 사후, 삼민주의에 대한 좌파와 우파의 해석이 달라지기 시작한다.
    - 이는 국민당 계열과 공산 계열 양측이 쑨원의 삼민주의를 계승하면서도, 각자의 노선이 달라지면서 일어났다.
    - 장제스(蔣介石)는 삼민주의에서 공산주의를 추구하는 부분을 배격하고, 오히려 반공적 내용을 부여하는 보수적이며 유교적인 해석을 추구하였다.
      - 1931년 중화민국 헌법을 보면 민족주의는 오족공화론(五族共和論)으로 변화되고, 민권주의에는 직접적 민권이 부가되었으며, 민생주의에 자본 절제가 수용되는 등의 사항이 있다.

    - 민생주의에서 "경작지는 경작자가 토지를 소유한다"는 내용은 중국 공산당에 의해서 적극 수용되었다.
    - 공산당의 마오쩌둥에 의하여 신삼민주의(新三民主義)[1]로 발전되었다. 이것은 2004년 후진타오 정부가 중국 헌법에 인권에 관한 사항을 첨가하였을 때 다시 제창하였다.

## 민족, 민권, 민생주의

### 민족주의
초기에는 만주족의 청조(清朝)를 타도, 축출해서 민족의 독립을 목표로 하는 것을 의미하였다. 이는 후일, 1924년 제1차 국공합작의 배경 사상으로서 "구미 열강의 제국주의에 의한 반식민지 상태의 침탈로부터의 해방"을 뜻하는 것으로 확대 해석되었다.
- - 민족자결권의 의미를 둔다.
  - 현재 중국에서 한족(漢族)과 소수 민족 간의 평등을 주창하는 사상의 배경으로 의미가 확장된다.
  - 1931년 중화민국 헌법에서 표출되는 "오족공화론"으로 변화된다.

### 민권주의
최초 발표 당시에는 청조(清朝)를 겨냥해서, 5.4운동 무렵에는 "침탈을 일삼던, 서양 및 일본 제국주의와 결탁을 맺고 있던 군벌을 타도하고 그들의 권리를 인민에게 되돌리자"는 의미였다. 나라의 이권이 청조(清朝)의, 또는 인민의 동의 없이 군벌의 독단으로 외국 열강들에게 넘어가는 일이 자주 발생되었기 때문이다.
- - 주권재민의 민주정치를 의미한다.
  - 입법권, 행정권, 사법권, 고시(考試)권, 감찰(監察)권이 인민에게 있다.
    - 고시권과 감찰권은 손문이 서양 여러 나라를 시찰하면서 구상한 것으로, 현재는 중화민국은 물론 중화인민공화국 측도 수용하고 있는 중국 특유의 사항이다.
    - 이 다섯 권리는 오권 헌법의 근본 사상이다.

### 민생주의
(경작자가 주인이어야 한다는 의미의) 토지 평등 분배, 경제적 불균등 등의 개선을 의미한다.
- - 가장 의미가 모호한 부분으로, 쑨원 사후에 국민당과 공산당의 해석이 크게 달라지는 부분이다.

## 같이 보기
- 중국동맹회
- 드골주의